# 昊華宇航
昊華宇航化工有限責任公司，簡稱昊華宇航化工、昊華宇航，以及宇航化工（英語：Haohua Yuhang Chemical Company Limited），在1967年5月，由河南省焦作市人民政府批准設立，批准由原焦作市化肥厂併入「焦作市电化厂」合併而設，前身為「焦作市化工二厂」、「焦作化电集团有限責任公司」、「河南宇航化工股份有限公司」，以及「河南宇航化工有限责任公司」，現時由中國昊華化工集團（中國化工集團公司旗下）全資子公司。
現時在中國內地經營生產及銷售氯碱化工、热电、水泥、PVC深加工、光伏产业等，董事長及總經理為徐何红，以及黨書記赵胜利。
而總部位於河南省焦作市解放东路279号。

## 連結
- HaohuaYuhang.com